# Aspidiophorus nipponensis
Aspidiophorus nipponensis is een buikharige uit de familie Chaetonotidae. Het dier komt uit het geslacht Aspidiophorus. Aspidiophorus nipponensis werd in 1990 voor het eerst wetenschappelijk beschreven door Schwank. 